# Salvinia cyathiformis
Salvinia cyathiformis är en simbräkenväxtart som beskrevs av William Ralph Maxon. Salvinia cyathiformis ingår i släktet Salvinia och familjen Salviniaceae. Inga underarter finns listade.